# Pawieł Jabłoczkow

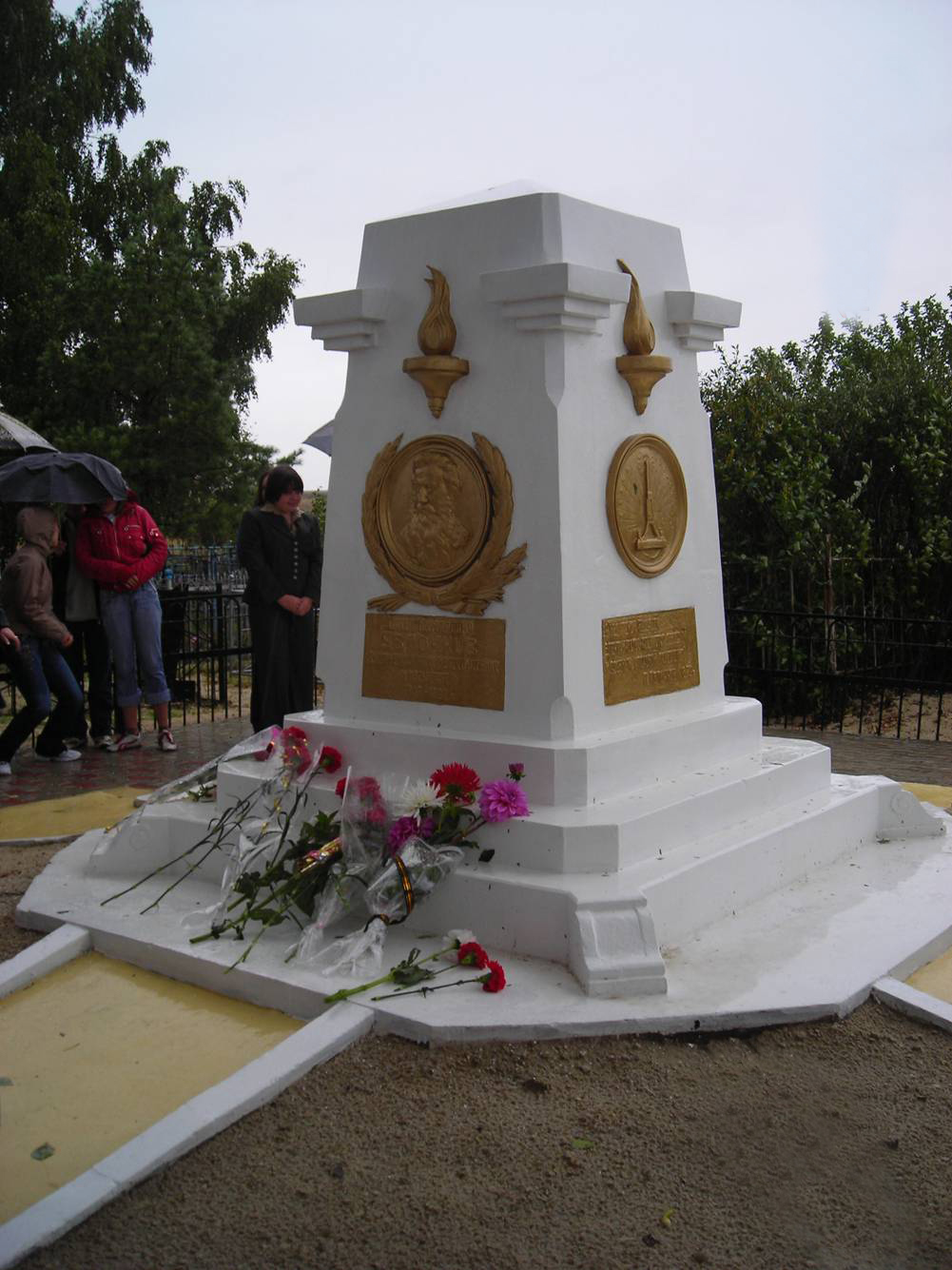
Grób P.N. Jabłoczkowa

Pawieł Nikołajewicz Jabłoczkow (ros. Павел Николаевич Яблочков; ur. 14 września 1847 w Sierdobsku, zm. 31 marca 1894 w Saratowie) – rosyjski elektrotechnik, inżynier i wynalazca.
Urodził się 14 września 1847 (2 września w starym stylu) we wsi Żadowka w guberni saratowskiej. W 1866 ukończył Nikołajewską szkołę inżynieryjną, następnie wstąpił do służby wojskowej jako porucznik saperów. Opuścił jednak służbę i w 1873 przyjął stanowisko naczelnika telegrafu na kolei moskiewsko-kurskiej. W tym czasie Jabłoczkow zainteresował się elektrotechniką.
W 1875 wyjechał do Paryża. W tym okresie wynalazł lampę łukową (świeca Jabłoczkowa) z dwiema elektrodami węglowymi i kaolinowym izolatorem między nimi, bez regulatora odstępu między elektrodami. Było to pierwsze praktyczne elektryczne źródło światła, palące się przez 1,5 godziny. Świece te w 1876 trafiły do sprzedaży, wykorzystywane głównie w latarniach. Następnie Jabłoczkow opracował system oświetlenia z wykorzystaniem jednofazowego prądu przemiennego, z użyciem kondensatorów i transformatorów, a nadto sposób podłączenia kilku lamp do jednego generatora.
Wynalazki Jabłoczkowa w dziedzinie oświetlenia, demonstrowane m.in. na wystawie paryskiej w 1878, odniosły sukces handlowy. Jego system znany był wówczas jako „rosyjskie światło”, a jego patenty były wykorzystywane przez francuskich, angielskich i amerykańskich przedsiębiorców. W 1878 Jabłoczkow powrócił do Rosji, zakładając w następnym roku „Towarzystwo elektrycznego oświetlenia P.N. Jabłoczkow-wynalazca i Spółka” i otwierając fabrykę w Petersburgu, produkującą m.in. oświetlenie dla okrętów.
W 1880 ponownie wyjechał do Francji, biorąc m.in. udział w pierwszej światowej wystawie elektrotechnicznej w 1881. W związku z wynalezieniem praktycznej żarówki przez Edisona, przerzucił swoje zainteresowania na generowanie prądu, konstruując dynamomaszyny i ogniwa galwaniczne.
W 1893 powrócił do Rosji, lecz po kilku miesiącach zmarł w Saratowie.